# Mityng Kowno 2007
Kowno 2007 – mityng lekkoatletyczny, który odbył się na stadionie imienia S. Dariusa i Girėnasa w litewskim Kownie 25 lipca 2007 roku. Zawody miały rangę EAA Permit Meetings. 

## Rezultaty

### Mężczyźni
| Konkurencja:                  | 1. miejsce                                                                   | Wynik    | 2. miejsce                                                                         | Wynik   | 3. miejsce                                                                       | Wynik    |
| Bieg na 100 m                 | Mickey Grimes                                                                | 10,12    | Mike Rodgers                                                                       | 10,16   | Dmytro Hłuszczenko                                                               | 10,33    |
| Bieg na 800 m                 | Matt Scherer                                                                 | 1:48,96  | Dmitrijs Jurkevičs                                                                 | 1:49,12 | Mirosław Formela                                                                 | 1:49,18  |
| Bieg na 3000 m z przeszkodami | Tomasz Szymkowiak                                                            | 8:32,32  | Marcin Chabowski                                                                   | 8:39,32 | Valērijs Žolnerovičs                                                             | 8:40,26  |
| Bieg na 110 m przez płotki    | Joel Brown                                                                   | 13,32    | Eric Mitchum                                                                       | 13,33   | Serhij Demydiuk                                                                  | 13,35    |
| Skok w dal                    | James Beckford                                                               | 7,87     | Nathan Morgan                                                                      | 7,85    | Andrejs Maškancevs                                                               | 7,85     |
| Trójskok                      | Dmitrij Vaľukevič                                                            | 17,35 NR | Mykoła Sawołajnen                                                                  | 16,49   | Mantas Dilys                                                                     | 16,48    |
| Rzut dyskiem                  | Virgilijus Alekna                                                            | 71,56    | Gerd Kanter                                                                        | 70,92   | Piotr Małachowski                                                                | 66,61 NR |
| Rzut oszczepem                | Vadims Vasiļevskis                                                           | 85,97    | Ainārs Kovals                                                                      | 81,31   | Tomas Intas                                                                      | 77,68    |
| Sztafeta 4 × 100 m            | Stany Zjednoczone · Eric Mitchum · Joel Brown · Mike Rodgers · Mickey Grimes | 38,95    | Litwa · Egidijus Dilys · Rytis Sakalauskas · Žilvinas Adomavičius · Justas Buragas | 40,85   | Łotwa · Jānis Mezītis · Gatis Zālītis · Konstantīns Germanovičs · Sandis Sabājev | 41,46    |

### Kobiety
| Konkurencja:       | 1. miejsce                                                                               | Wynik   | 2. miejsce                                                                       | Wynik   | 3. miejsce                                                                             | Wynik   |
| Bieg na 100 m      | Audra Dagelytė                                                                           | 11,48   | Jewgienija Gierasimowa                                                           | 11,66   | Maryna Mindarewa                                                                       | 11,72   |
| Bieg na 200 m      | Maryna Mindarewa                                                                         | 24,15   | Jewgienija Gierasimowa                                                           | 24,40   | Edita Kavaliauskienė                                                                   | 24,60   |
| Bieg na 400 m      | Monique Hennagan                                                                         | 51,73   | Dominique Darden                                                                 | 52,99   | Ieva Zunda                                                                             | 53,70   |
| Bieg na 800 m      | Irina Krakoviak                                                                          | 2:05,34 | Jekaterina Šakovič                                                               | 2:05,68 | Lauren Austin                                                                          | 2:05,91 |
| Skok wzwyż         | Karina Vnukova                                                                           | 1,83    | Natālija Čakova                                                                  | 1,79    | Whitney Evans Liene Karsuma Austra Skujytė                                             | 1,79    |
| Rzut oszczepem     | Indrė Jakubaitytė                                                                        | 59,19   | Inga Stasiulionytė                                                               | 57,93   | Maryna Nowik                                                                           | 56,93   |
| Sztafeta 4 × 100 m | Litwa · Edita Kavaliauskienė · Lina Andrijauskaitė · Sonata Tamošaitytė · Audra Dagelytė | 45,05   | Białoruś · Wolha Woranawa · Iryna Andruchowa · Kaciaryna Szumak · Hanna Lapeszka | 45,91   | Litwa · Adrija Paršukova · Natalija Valetova · Inesa Rimkevičiūtė · Ernesta Karaškienė | 47,15   |